# Joel Quenneville
Joel Norman Quenneville, född 15 september 1958 i Windsor, Ontario, är en kanadensisk ishockeytränare och före detta professionell ishockeyspelare som är huvudtränare för Anaheim Ducks i NHL.
Han har tidigare varit huvudtränare för Colorado Avalanche, St. Louis Blues, Chicago Blackhawks och Florida Panthers.

## Spelarkarriär
Quenneville spelade i NHL för Toronto Maple Leafs, Colorado Rockies, New Jersey Devils, Hartford Whalers och Washington Capitals. 

## Tränarkarriär

### Colorado Avalanche
1996 vann han Stanley Cup som assisterande tränare i Colorado Avalanche. 

### St. Louis Blues
Han har även varit huvudtränare i Avalanche och för St. Louis Blues. 

### Chicago Blackhawks
2010 ledde han Chicago Blackhawks till sin första Stanley Cup-titel på 49 år. Han upprepade bedriften 2013 och 2015. 
Quenneville fick sparken från Chicago Blackhawks den 6 november 2018.

### Florida Panthers
Den 8 april 2019 skrev han på som tränare för Florida Panthers.

## Milstolpar som tränare
Gällande i november 2018 är Quenneville historiens näst vinstrikaste NHL-tränare med 890 vinster och den NHL-tränare som coachat näst flest grundseriematcher i historien. Han har vunnit fyra Stanley Cup-titlar, en som assisterande coach med Colorado Avalanche och tre som huvudcoach i Chicago Blackhawks.

## Privatliv
Han är syssling till ishockeyspelaren John Quenneville som spelar inom organisationen för New Jersey Devils.

## Klubbar som spelare
| Säsong  | Lag                    | Liga |
| ------- | ---------------------- | ---- |
| 1975–78 | Windsor Spitfires      | OHA  |
| 1978–79 | New Brunswick Hawks    | AHL  |
| 1978–80 | Toronto Maple Leafs    | NHL  |
| 1979–82 | Colorado Rockies       | NHL  |
| 1982–83 | New Jersey Devils      | NHL  |
| 1983–90 | Hartford Whalers       | NHL  |
| 1990–91 | Baltimore Skipjacks    | AHL  |
| 1990–91 | Washington Capitals    | NHL  |
| 1991–92 | St. John's Maple Leafs | AHL  |

## Klubbar som tränare
| År          | Lag                | Liga |
| ----------- | ------------------ | ---- |
| 1996 – 2004 | St. Louis Blues    | NHL  |
| 2005 – 2008 | Colorado Avalanche | NHL  |
| 2008 – 2018 | Chicago Blackhawks | NHL  |
| 2019 – 2021 | Florida Panthers   | NHL  |
| 2025 –      | Anaheim Ducks      | NHL  |